# Michele Musolino
Michele Musolino (Reggio Calabria, 2 agosto 1935 – Reggio Calabria, 26 luglio 1989) è stato un politico italiano.

## Biografia
Laureato in Giurisprudenza presso l'Università "La Sapienza" di Roma, discendeva da una famiglia di socialisti e comunisti illustri quali il padre Stefano e lo zio on. Eugenio Musolino fondatore del PCI a Reggio Calabria.
Fine poeta dialettale, riuscì a descrivere gli avvenimenti cittadini degli anni 70 e 80 con rara e raffinata ironia. Le sue poesie vennero raccolte dall'Amministrazione Comunale in una pubblicazione curata da Tito Borruto: Cronache di palazzo.
Nel 1953 si iscrisse al PSI presso la sezione di Catona e da allora ricoprì diversi incarichi nel partito e fu segretario di federazione nel 1980.
Nel 1970 fu eletto consigliere comunale alla prima candidatura, e nell'agosto 1983 fu eletto sindaco guidando una coalizione di sinistra (PSI-PCI-PSDI-PRI): a causa di forti contrasti all'interno della sua coalizione rimase in carica solamente tre settimane.
Tale vicenda segnò il suo rapporto col PSI a tal punto che nel 1984 ruppe clamorosamente con esso.
L'8 settembre 1987 fu rieletto sindaco grazie al sostegno di una giunta centrista formata da DC-PSDI-PRI e da una lista civica di supporto.
Si dimise dall'incarico il 4 luglio del 1988.

## Curiosità
- Eugenio Musolino, zio di Michele Musolino, è stato un politico italiano, membro dell'Assemblea Costituente, deputato e senatore della Repubblica.